# Bélgica nos Jogos Olímpicos de Verão da Juventude de 2010
A Bélgica participou dos Jogos Olímpicos de Verão da Juventude de 2010 em Cingapura. Sua delegação foi composta por 51 atletas que competiram em 15 esportes. O país conquistou duas medalhas de ouro, uma de prata e duas de bronze.

## Medalhistas
| Medalha | Nome | Esporte              | Evento                       | Data         |
| ------- | --- | -------------------- | ---------------------------- | ------------ |
| Ouro    | Lola Mansour | Judô                 | Até 78 kg feminino           | 23 de agosto |
| Ouro    | Laurine Klinkenberg Laura Heyrman Delfien Brugman Elien Ruysschaert Ilka van de Vyver Lore van den Vonder Sophie van Nimmen Mira Juwet Karolien Vleugels Tara Lauwers Lotte Penders Valerie El Houssine                                                              | Voleibol             | Torneio Feminino de Voleibol | 26 de agosto |
| Prata   | Toma Nikiforov | Judô                 | Até 100 kg msculino          | 23 de agosto |
| Bronze  | Hermien Peters | Canoagem             | Velocidade K1 feminino       | 22 de agosto |
| Bronze  | Arnaud Flamand Dimitri Cuvelier Arthur van Doren Matthias Dubois Antoine Legrain Louis Rombouts Dorian Thiery Thomas van der Gracht Alexander Hendrickx Bjorn Delmoitie Nicolas de Kerpel Mathew Cobbaert Quentin Bigare Gaetan Perez Benjamin van Dam Arno Devreker | Hóquei sobre a grama | Torneio Masculino de Hóquei  | 25 de agosto |

## Atletismo
| Evento                    | Atleta     | Qualificação | Qualificação | Final     | Final        |
| Evento                    | Atleta     | Resultado    | Posição      | Resultado | Posição      |
| ------------------------- | ---------- | ------------ | ------------ | --------- | ------------ |
| Salto com vara masculino  | Arnaud Art | 4,70         | 6º           | 4,85      | 6º (Final A) |
| Salto em altura masculino | Bram Ghuys | 2,10         | 1º           | 2,14      | 5º (Final A) |

## Canoagem
| Evento                 | Atleta         | Tomada de tempo | Tomada de tempo | 1ª rodada                              | 2ª rodada (repescagem) | Oitavas-de-final                        | Quartas-de-final                     | Semi-finais                   | Final                              | Pos. final        |
| Evento                 | Atleta         | Resultado       | Pos.            | Oponente Resultado                     | Oponente Resultado     | Oponente Resultado                      | Oponente Resultado                   | Oponente Resultado            | Oponente Resultado                 | Pos. final        |
| ---------------------- | -------------- | --------------- | --------------- | -------------------------------------- | ---------------------- | --------------------------------------- | ------------------------------------ | ----------------------------- | ---------------------------------- | ----------------- |
| Velocidade K1 feminino | Hermien Peters | 1:42.67         | 4º              | TUN Ben Ismail Afef V 1:44.99 (bat. 4) |                        | UKR Mariya Kichasova V 1:43.27 (bat. 6) | POL Joanna Bruska V 1:44.52 (bat. 4) | HUN Ramona Farkasdi D 1:53.49 | ESP María Elena Monleón V 1:46.76* | Medalha de bronze |
| Slalom K1 feminino     | Hermien Peters | 1:48.36         | 9º              | CHN Jieyi Huang V 1:46.14 (bat. 8)     |                        | SIN Nan Feng Wang V 1:46.85 (bat. 8)    | AUS Jessica Fox D 1:46.52 (bat. 1)   | Não avançou                   | Não avançou                        | 7º                |

* Disputa pelo bronze

## Ciclismo
| Prova                     | Equipe            | Corta-mato | Corta-mato | Corta-mato | Corta-mato | Corta-mato | Corta-mato | Contra-relógio | Contra-relógio | Contra-relógio | Contra-relógio | Contra-relógio | Contra-relógio | BMX    | BMX  | BMX  | BMX    | BMX   | BMX   | Estrada masculino[n1] | Estrada masculino[n1] | Estrada masculino[n1] | Pontuação geral | Pos. final |
| Prova                     | Equipe            | Fem.       | Fem.       | Fem.       | Masc.      | Masc.      | Masc.      | Fem.           | Fem.           | Fem.           | Masc.          | Masc.          | Masc.          | Fem.   | Fem. | Fem. | Masc.  | Masc. | Masc. | Estrada masculino[n1] | Estrada masculino[n1] | Estrada masculino[n1] | Pontuação geral | Pos. final |
| Prova                     | Equipe            | T          | P          | Pts        | T          | P          | Pts        | T              | P              | Pts            | T              | P              | Pts            | T      | P    | Pts  | T      | P     | Pts   | T                     | P                     | Pts                   | Pontuação geral | Pos. final |
| ------------------------- | ----------------- | ---------- | ---------- | ---------- | ---------- | ---------- | ---------- | -------------- | -------------- | -------------- | -------------- | -------------- | -------------- | ------ | ---- | ---- | ------ | ----- | ----- | --------------------- | --------------------- | --------------------- | --------------- | ---------- |
| Equipes mistas combinadas | Boris Vallée      |            |            |            |            |            |            |                |                |                | 4:06.68        | 6º             | 14             |        |      |      |        |       |       | 1:05.42               | 1º                    | 1 - 5 = -4[n2]        | 197             | 4º         |
| Equipes mistas combinadas | Laurens Sweeck    |            |            |            | 1:00:01    | 3º         | 17         |                |                |                |                |                |                |        |      |      |        |       |       | 1:05:44               | 29º                   | 72                    | 197             | 4º         |
| Equipes mistas combinadas | Mattias Somers    |            |            |            |            |            |            |                |                |                |                |                |                |        |      |      | 34.158 | 17º   | 72    | 1:16.48               | 66º                   | 72                    | 197             | 4º         |
| Equipes mistas combinadas | Tori van de Perre | 58:03      | 19º        | 40         |            |            |            | 3:53.78        | 28º            | 40             |                |                |                | 38.060 | 6º   | 18   |        |       |       |                       |                       |                       | 197             | 4º         |

↑  Na prova de estrada apenas a melhor pontuação foi considerada.

↑  5 pontos foram deduzidos porque todos os três ciclistas acabaram a corrida.

## Ginástica artística
| Atleta            | Evento                       | Qualificação | Qualificação | Final por aparelhos | Final por aparelhos | Final individual geral | Final individual geral | Final individual geral | Final individual geral | Final individual geral | Final individual geral | Final individual geral | Final individual geral | Final individual geral | Final individual geral |
| Atleta            | Evento                       | Result.      | Pos.         | Result.             | Pos.                | Barras assimétricas    | Trave                  | Solo                   | Salto                  | Cavalo com alças       | Argolas                | Barras paralelas       | Barra fixa             | Total                  | Pos.                   |
| ----------------- | ---------------------------- | ------------ | ------------ | ------------------- | ------------------- | ---------------------- | ---------------------- | ---------------------- | ---------------------- | ---------------------- | ---------------------- | ---------------------- | ---------------------- | ---------------------- | ---------------------- |
| Eline Vandersteen | Salto feminino               | 13.400       | 16º          | Não avançou         | Não avançou         |                        |                        |                        |                        |                        |                        |                        |                        |                        |                        |
| Eline Vandersteen | Barras assimétricas feminino | 11.500       | 26º          | Não avançou         | Não avançou         |                        |                        |                        |                        |                        |                        |                        |                        |                        |                        |
| Eline Vandersteen | Trave feminino               | 12.750       | 18º          | Não avançou         | Não avançou         |                        |                        |                        |                        |                        |                        |                        |                        |                        |                        |
| Eline Vandersteen | Solo feminino                | 11.700       | 31º          | Não avançou         | Não avançou         |                        |                        |                        |                        |                        |                        |                        |                        |                        |                        |
| Eline Vandersteen | Individual geral feminino    | 49.350       | 25º          |                     |                     | Não avançou            | Não avançou            | Não avançou            | Não avançou            |                        |                        |                        |                        | Não avançou            | Não avançou            |
| Thomas Neuteleers | Solo masculino               | 14.200       | 5º           | 13.850              | 4º                  |                        |                        |                        |                        |                        |                        |                        |                        |                        |                        |
| Thomas Neuteleers | Cavalo com alças masculino   | 12.650       | 26º          | Não avançou         | Não avançou         |                        |                        |                        |                        |                        |                        |                        |                        |                        |                        |
| Thomas Neuteleers | Argolas masculino            | 13.900       | 11º          | Não avançou         | Não avançou         |                        |                        |                        |                        |                        |                        |                        |                        |                        |                        |
| Thomas Neuteleers | Salto masculino              | 14.750       | 31º          | Não avançou         | Não avançou         |                        |                        |                        |                        |                        |                        |                        |                        |                        |                        |
| Thomas Neuteleers | Barras paralelas masculino   | 14.200       | 5º           | 13.775              | 5º                  |                        |                        |                        |                        |                        |                        |                        |                        |                        |                        |
| Thomas Neuteleers | Barra fixa masculino         | 13.800       | 11º          | Não avançou         | Não avançou         |                        |                        |                        |                        |                        |                        |                        |                        |                        |                        |
| Thomas Neuteleers | Individual geral masculino   | 83.500       | 8º           |                     |                     |                        |                        | 14.150                 | 14.800                 | 13.550                 | 11.850                 | 13.950                 | 13.550                 | 81.850                 | 10º                    |

## Hipismo
| Evento            | Atleta                                                 | Cavalo         | Preliminares | Preliminares | Preliminares | Preliminares | Preliminares | Preliminares | Final       | Final       | Pos. final      |
| Evento            | Atleta                                                 | Cavalo         | Rodada A     | Rodada A     | Rodada B     | Rodada B     | Rodada B     | Total A+B    | Penal.      | Tempo       | Pos. final      |
| Evento            | Atleta                                                 | Cavalo         | Penal. salto | Pos.         | Penal. salto | Penal. tempo | Total B      | Total A+B    | Penal.      | Tempo       | Pos. final      |
| ----------------- | ------------------------------------------------------ | -------------- | ------------ | ------------ | ------------ | ------------ | ------------ | ------------ | ----------- | ----------- | --------------- |
| Saltos individual | Nicola Philippaerts                                    | Gippsland Girl | 8            | 16º          | 12           | 0            | 12           | 20           | Não avançou | Não avançou | 23º             |
| Saltos por equipe | Nicola Philippaerts (como integrante da equipe Europa) | Gippsland Girl | 4            | 1º           | 4            | 0            | 4            | 8            | 4           | 141.03      | Medalha de ouro |

## Hóquei sobre a grama
| Evento                      | Elenco | Preliminares                                                                           | Preliminares | Disputa pelo bronze | Pos. final        |
| Evento                      | Elenco | Resultados                                                                             | Pos.         | Disputa pelo bronze | Pos. final        |
| --------------------------- | --- | -------------------------------------------------------------------------------------- | ------------ | ------------------- | ----------------- |
| Torneio Masculino de Hóquei | Arnaud Flamand, Dimitri Cuvelier, Arthur van Doren, Matthias Dubois, Antoine Legrain, Louis Rombouts, Dorian Thiery, Thomas van der Gracht, Alexander Hendrickx, Bjorn Delmoitie, Nicolas de Kerpel, Mathew Cobbaert, Quentin Bigare, Gaetan Perez, Benjamin van Dam, Arno Devreker | CHI Chile V 9-0 Cingapura V 7-1 AUS Austrália D 3-6 GHA Gana V 6-3 PAK Paquistão D 2-3 | 3º           | GHA Gana V 4-1      | Medalha de bronze |

## Judô
| Evento               | Atleta         | 1ª rodada                       | 2ª rodada                           | Semifinais                   | Final                          | Pos. final       |
| -------------------- | -------------- | ------------------------------- | ----------------------------------- | ---------------------------- | ------------------------------ | ---------------- |
| Até 78 kg feminino   | Lola Mansour   | SRB Una Svetlana Tuba V 001-000 | BIH Milica Savić V 101-000          | SLO Urška Potočnik V 002-000 | GER Natalia Kubin V 001-000    | [ 8 ]            |
| Até 100 kg masculino | Toma Nikiforov | KGZ Bolot Toktogonov V 021-000  | HUN Shayan Nasirpoudizaji V 020-001 | GER Marius Piepke V 101-000  | JPN Ryosuke Igarashi D 000-002 | Medalha de prata |

| Evento         | Atleta                                            | 1ª rodada    | 2ª rodada              | Semifinais              | Final                  | Pos. final       |
| -------------- | ------------------------------------------------- | ------------ | ---------------------- | ----------------------- | ---------------------- | ---------------- |
| Equipes mistas | Lola Mansour (como integrante da equipe Belgrado) | Sem oponente | ZZX Equipe Osaka V 4-4 | ZZX Equipe Tóquio V 5-3 | ZZX Equipe Essen D 1-6 | Medalha de prata |

## Natação
| Evento                 | Atleta           | Qualificação | Qualificação | Semifinais  | Semifinais   | Final       | Final       |
| Evento                 | Atleta           | Resultado    | Posição      | Resultado   | Posição      | Resultado   | Posição     |
| ---------------------- | ---------------- | ------------ | ------------ | ----------- | ------------ | ----------- | ----------- |
| 100 m costas masculino | Bastien Soret    | 59.15        | 21º (1º q1)  | Não avançou | Não avançou  | Não avançou | Não avançou |
| 200 m costas masculino | Bastien Soret    | 2:09.56      | 16º (5º q1)  |             |              | Não avançou | Não avançou |
| 200 m medley masculino | Bastien Soret    | 2:08.80      | 20º (8º q4)  |             |              | Não avançou | Não avançou |
| 100 m peito feminino   | Jolien Vermeylen | 1:13.85      | 19º (6º q3)  | Não avançou | Não avançou  | Não avançou | Não avançou |
| 200 m peito feminino   | Jolien Vermeylen | 2:35.13      | 7º (3º q3)   |             |              | 2:34.20     | 7º          |
| 200 m medley feminino  | Jolien Vermeylen | 2:22.66      | 12º (4º q4)  |             |              | Não avançou | Não avançou |
| 50 m livre feminino    | Sarah Wegria     | Não largou   | -- (q9)      | Não avançou | Não avançou  | Não avançou | Não avançou |
| 100 m livre feminino   | Sarah Wegria     | 57.55        | 6º (2º q5)   | 58.23       | 15º (8º sf1) | Não avançou | Não avançou |
| 200 m livre feminino   | Sarah Wegria     | Não largou   | -- (q4)      |             |              | Não avançou | Não avançou |

## Remo
| Evento                  | Atleta                  | Elim.   | Elim.       | Repescagem | Repescagem  | Semifinais | Semifinais   | Final   | Final        |
| Evento                  | Atleta                  | Tempo   | Pos.        | Tempo      | Pos.        | Tempo      | Pos.         | Tempo   | Pos.         |
| ----------------------- | ----------------------- | ------- | ----------- | ---------- | ----------- | ---------- | ------------ | ------- | ------------ |
| Skiff simples feminino  | Eveline Peleman         | 3:57.23 | 4º (bat. 4) | 4:08.69    | 3º (rep. 3) | 4:16.25    | 3º (sf C/D1) | 4:12.33 | 4º (Final C) |
| Skiff simples masculino | Jean-Benoît Valschaerts | 3:28.73 | 3º (bat. 4) | 3:35.50    | 3º (rep. 3) | 3:46.62    | 2º (sf C/D2) | 3:35.95 | 2º (Final C) |

## Tênis
| Evento           | Atleta                                                      | 1ª rodada                                                               | 2ª rodada                              | Quartas-de-final                                             | Semifinais                                                | Final                                                       | Pos. final        |
| Evento           | Atleta                                                      | Oponente Resultado                                                      | Oponente Resultado                     | Oponente Resultado                                           | Oponente Resultado                                        | Oponente Resultado                                          | Pos. final        |
| ---------------- | ----------------------------------------------------------- | ----------------------------------------------------------------------- | -------------------------------------- | ------------------------------------------------------------ | --------------------------------------------------------- | ----------------------------------------------------------- | ----------------- |
| Simples feminino | An-Sophie Mestach (cabeça-de-chave nº 5)                    | CAN Marianne Jodoin V 2-0 (6-2 e 6-0)                                   | RUS Yulia Putintseva D 0-2 (4-6 e 0-6) | Não avançou                                                  | Não avançou                                               | Não avançou                                                 | --                |
| Duplas femininas | An-Sophie Mestach e HUN Tímea Babos (cabeças-de-chave nº 1) | MAD Nariantsa Rasolomalala MAD Zarah Razafimahatratra V 2-0 (6-1 e 6-3) |                                        | JPN Sachie Ishizu JPN Emi Mutaguchi V 2-1 (4-6, 6-3 e 14-12) | CHN Tang Haochen CHN Zheng Saisai D 1-2 (6-3, 3-6 e 7-10) | RUS Daria Gavrilova RUS Yulia Putintseva V 2-0 (6-2 e 6-2)* | Medalha de bronze |

* Disputa pelo bronze

## Tênis de mesa
| Evento            | Atleta              | Preliminares | Preliminares | Preliminares | 2ª fase | 2ª fase | 2ª fase | Quartas-de-final                                      | Semifinais  | Final       | Pos. final |
| Evento            | Atleta              | Grupo        | Confrontos | Pos.         | Grupo   | Confrontos | Pos.    | Quartas-de-final                                      | Semifinais  | Final       | Pos. final |
| ----------------- | ------------------- | ------------ | --- | ------------ | ------- | --- | ------- | ----------------------------------------------------- | ----------- | ----------- | ---------- |
| Simples masculino | Emilien Vanrossomme | G            | IND Avik Das V 3-0 (11-3, 12-10, 11-5) ITA Leonardo Mutti V 3-1 (6-11, 11-4, 11-8, 12-10) AUT Stefan Leitgeb V 3-1 (11-9, 6-11, 11-3, 11-2) | 1º           | BB      | PRK Kim Kwang-Song V 3-1 (12-14, 11-6, 11-1, 11-8) TPE Hung Tzu-Hsiang D 1-3 (5-11, 4-11, 12-10, 3-11) KOR Kim Dong-Hyun V 3-2 (11-2, 9-11, 11-4, 9-11, 11-9) | 1º      | FRA Simon Gauzy D 1-4 (6-11, 7-11, 12-10, 8-11, 6-11) | Não avançou | Não avançou | 8º         |

| Evento         | Atleta                                                 | Preliminares | Preliminares                                                                                             | Preliminares | 2ª fase                                  | Quartas-de-final | Semifinais  | Final       | Pos. final |
| Evento         | Atleta                                                 | Grupo        | Confrontos                                                                                               | Pos.         | 2ª fase                                  | Quartas-de-final | Semifinais  | Final       | Pos. final |
| -------------- | ------------------------------------------------------ | ------------ | --- | ------------ | ---------------------------------------- | ---------------- | ----------- | ----------- | ---------- |
| Equipes mistas | Emilien Vanrossomme e POR Maria Xiao (Equipe Europa 2) | G            | Intercontinental 3 V 3-0 (3-0, 3-0, 3-0) Europa 6 V 3-0 (3-0, 3-1, 3-2) FRA França D 1-2 (3-0, 1-3, 1-3) | 2º           | Intercontinental 1 D 1-2 (0-3, 3-2, 2-3) | Não avançou      | Não avançou | Não avançou | 9º         |

## Tiro com arco
| Evento              | Atleta                             | Qualificatória | Qualificatória | 1ª rodada                          | Oitavas-de-final      | Quartas-de-final         | Semi-finais        | Final              | Pos. final |
| Evento              | Atleta                             | Resultado      | Pos.           | Oponente Resultado                 | Oponente Resultado    | Oponente Resultado       | Oponente Resultado | Oponente Resultado | Pos. final |
| ------------------- | ---------------------------------- | -------------- | -------------- | ---------------------------------- | --------------------- | ------------------------ | ------------------ | ------------------ | ---------- |
| Individual feminino | Zoé Gobbels                        | 603            | 12º            | POL Aleksandra Wojnicka V 7-1      | IND Seema Verma V 7-3 | MEX Mariana Avitia D 2-6 | Não avançou        | Não avançou        | 6º         |
| Equipes mistas      | Zoé Gobbels e SVK František Hajduk |                |                | BLR Iryna Hul/ CHN Luo Siyue D 2-6 | Não avançou           | Não avançou              | Não avançou        | Não avançou        | --         |

## Triatlo
| Evento               | Triatleta                                               | Natação | Transição 1 | Ciclismo | Transição 2 | Corrida | Tempo total | Pos. |
| -------------------- | ------------------------------------------------------- | ------- | ----------- | -------- | ----------- | ------- | ----------- | ---- |
| Individual feminino  | Charlotte Deldaele                                      | 9:34    | 0:34        | 34:22    | 0:25        | 20:29   | 1:05:24.66  | 16º  |
| Individual masculino | Thomas Jurgens                                          | 8:38    | 0:30        | 28:44    | 0:25        | 19:18   | 57:35.16    | 17º  |
| Revezamento misto    | Charlotte Deldaele (como integrante da Equipe Europa 5) |         |             |          |             |         | 1:23:49.96  | 10º  |
| Revezamento misto    | Thomas Jurgens (como integrante da Equipe Europa 4)     |         |             |          |             |         | 1:22:54.12  | 7º   |

## Vela
| Evento              | Atleta           | Regata | Regata | Regata | Regata | Regata | Regata | Regata | Regata | Regata | Regata | Regata | Total | Posição |
| Evento              | Atleta           | 1      | 2      | 3      | 4      | 5      | 6      | 7      | 8      | 9      | 10     | M      | Total | Posição |
| ------------------- | ---------------- | ------ | ------ | ------ | ------ | ------ | ------ | ------ | ------ | ------ | ------ | ------ | ----- | ------- |
| Techno 293 feminino | Andrea Vanhoorne | 14     | 12     | 16     | 15     | 14     | 8      | 14     | 14     | DSQ    | 14     | 17     | 138   | 15º     |

Notas:
- M – Regata da Medalha
- OCS – On the Course Side of the starting line
- DSQ – Disqualified (Desclassificado)
- DNF – Did Not Finish (Não completou)
- DNS – Did Not Start (Não largou)
- BFD – Black Flag Disqualification (Desclassificado por bandeira preta)
- RAF – Retired after Finishing (Retirou-se após completar a prova)

## Voleibol
| Evento                       | Elenco | Preliminares | Preliminares                                                                                       | Preliminares | Semi-finais                                 | Final                                                 | Pos. final      |
| Evento                       | Elenco | Grupo | Resultados                                                                                         | Pos.         | Semi-finais                                 | Final                                                 | Pos. final      |
| ---------------------------- | ------ | --- | -------------------------------------------------------------------------------------------------- | ------------ | ------------------------------------------- | ----------------------------------------------------- | --------------- |
| Torneio Feminino de Voleibol | B      | Laurine Klinkenberg, Laura Heyrman, Delfien Brugman, Elien Ruysschaert, Ilka van de Vyver, Lore van den Vonder, Sophie van Nimmen, Mira Juwet, Karolien Vleugels, Tara Lauwers, Lotte Penders, Valerie El Houssine | EGY Egito V 3-0 (25-11, 25-12, 25-10) USA Estados Unidos D 2-3 (22-25, 25-15, 20-25, 25-18, 11-15) | 2º           | PER Peru V 3-1 (25-19, 19-25, 25-21, 25-22) | USA Estados Unidos V 3-1 (17-25, 25-20, 25-18, 25-12) | Medalha de ouro |